# Francisco de Assis de Espanha
Francisco de Assis Maria Fernando de Bourbon (nome pessoal em espanhol: Francisco de Asís María Fernando de Borbón; Aranjuez, 13 de maio de 1822 – Épinay-sur-Seine, 17 de abril de 1902) foi o marido da rainha Isabel II e Rei Consorte da Espanha de 1846 até 1868. Era filho do infante Francisco de Paula da Espanha e de sua esposa, Luísa Carlota das Duas Sicílias.

## Biografia

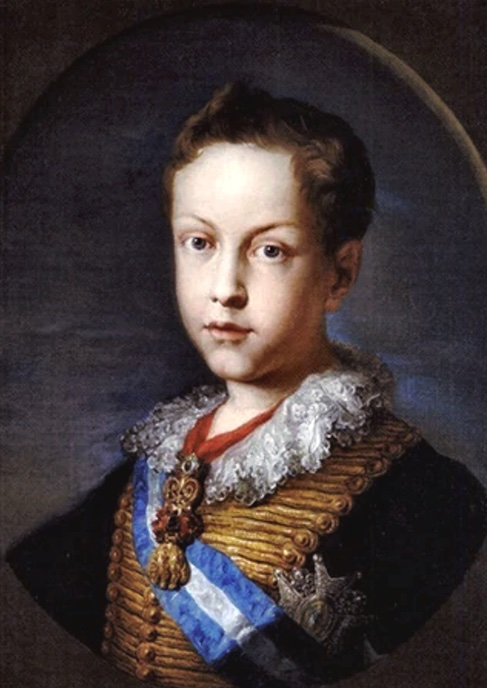
Francisco de Assis na infância (Bernardo López Piquer, c. 1832).

Francisco de Assis Maria Fernando era o terceiro filho, segundo menino, do infante Francisco de Paula da Espanha, filho de Carlos IV, e da princesa Luísa Carlota das Duas Sicílias. Nascido em Aranjuez, onde se encontrava a corte nesse momento, foi batizado no mesmo dia no oratório do palácio. Foi nomeado em honra de São Francisco de Assis.
O historiador Pierre Luz o definira desta maneira: "Francisco de Assis pertence a esta categoria de homens bem determinados, que somente se encontra um representante ilustre da Casa de Bourbon, o irmão de Luís XIV. Pequeno, delgado, de gesto efeminado, de voz esganiçada e andar de boneca mecânica. Na intimidade o povo o chamava de Paquita, Doña Paquita, Paquita Natillas o Paquito Mariquito. Ele gostava dos banhos, dos perfumes, das joias e das telas finas."

## Consorte de Espanha
Com a junção de política e dinastia, Francisco foi forçado a unir-se em matrimônio com a sua prima, a jovem rainha Isabel II de Espanha. Eles eram primos em primeiro grau, porque seus pais, o Infante de Espanha Dom Francisco de Paula e o Rei Fernando VII de Espanha, eram irmãos. A escolha de Francisco como cônjuge de Isabel II foi descartada após novas nomeações; o marido da rainha devia pertencer à aristocracia mas não deveria estar na linha de sucessão a tronos de outras Casas reais.
O casamento foi realizado no dia 10 de outubro de 1846, na capela do Palácio Real de Madrid, em conjunto com o casamento da Infanta Dona Luisa Fernanda de Bourbon (irmã de Isabel II), com Antônio, duque de Montpensier. No mesmo dia, ele recebeu o tratamento de Sua Majestade e o título honorífico de rei consorte, para além do posto de capitão-general dos exércitos e Cavaleiro da Ordem do Tosão de Ouro.

## Reinado
O governo de Isabel II e Francisco de Assis foi uma disputa eventual, ao qual foram acrescentadas as intrigas constantes, esquemas, conspirações, tramas e uma variedade de truques com a única finalidade de usurpar a coroa. Rimas e piadas são bem conhecidas à custa da suposta homossexualidade do rei, que foi apelidado de "Paquita" - algumas das quais foram publicadas em panfletos e jornais oficiais da época e que sobreviveram até aos dias de hoje.

Grande problema há na Corte
Descobrir se o Consorte real
quando vai ao banheiro
urina em pé ou sentado.
A alusão ao rei urinar sentado é baseada em dados reais, porque Francisco de Assis sofreu de hipospádia, uma malformação da uretra: não tinha nenhum furo de saída da glande, porém no eixo, e isso impediu-o de urinar de pé.
Por motivos óbvios e também devido à sua impulsividade, a rainha viveu romances sucessivos que ajudaram a azedar o clima político, especialmente após a Revolução de 1868 (La Gloriosa). Enquanto escritores contemporâneos tentavam compreender a vida pessoal da rainha num casamento infeliz e cheio de pressões na vida palaciana, os políticos da oposição tomaram esta circunstância para usá-la como uma arma. O mito é construído sobre uma rainha ninfomaníaca, ridicularizando a soberana e colocando-a mais longe de seu povo.
Ao contrário da rainha, Francisco de Assis teve apenas um parceiro estável, Antonio Ramos Meneses.
Da mesma forma, o fanatismo religioso extremo da rainha Isabel, sob a influência de sua mentora espiritual, a Irmã Patrocínio de São José, bem como questões políticas, contribuíram de uma forma ou de outra para difamar e desacreditar o reinado de Isabel II.
Tendo que resistir, de enfrentar e lidar com a revolução de 1854, o Rei conseguiu salvar seu trono para chamar de volta o governo do general Baldomero Espartero. Mas em 1856, Francisco e Isabel II sentiam-se muito seguros no trono, com o apoio de Leopoldo O'Donnell.[carece de fontes?]

## Exílio e restauração da monarquia

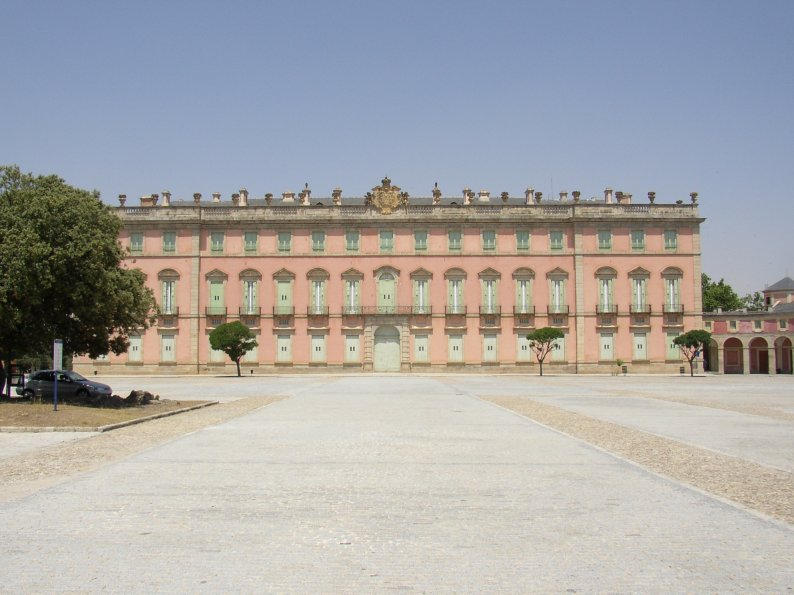
Vista frontal do Palácio Real de Riofrio.

No dia 7 de julho de 1868 começa a Revolução espanhola, conduzida, dirigida e comandada por Juan Prim e Antônio de Orléans, Duque de Montpensier, com o único propósito de destituir e usurpar a coroa de Isabel II, embora os reis fossem parentes de sangue do Duque.[carece de fontes?] A família real foi para o exílio, estabelecendo-se em Paris. Em 1870, Isabel II abdicou a favor de seu filho o futuro Rei Afonso XII de Espanha. Destronados e sem perspectiva imediata de retomar a Coroa, o casal se separou, embora tenha havido uma última tentativa de reconciliação em 1873, com o objetivo de salvar a imagem dos Bourbons no caso de uma possível Restauração. Depois de negociar a pensão que Isabel II lhe daria, Francisco de Assis retirou-se para um castelo em Épiez-sur-Meuse, com um velho amigo, José Reneses.
Restaurada a monarquia, durante o reinado de seu filho Afonso XII, Francisco de Assis de Bourbon voltou a Espanha e se estabeleceu no Palácio de Riofrio, na Segóvia. Ele manteve uma correspondência fria com seu filho, Afonso, cheia de conselhos paternos e sutilmente políticos. Ele morreu na França, em 17 de abril de 1902; sua esposa e duas de suas filhas, Isabel e Eulália, estavam presentes em seu leito de morte.

## Descendência
Do casamento com sua prima Isabel nasceram doze crianças, mas somente cinco delas sobreviveram. Seus filhos foram:
- Luís Fernando de Bourbon (20 de maio de 1849), natimorto.
- Fernando Francisco de Bourbon (11 de julho de 1850), faleceu cinco minutos após o nascimento.[11]
- Isabel de Espanha, Princesa das Astúrias (20 de dezembro de 1851 - 23 de abril de 1931), Infanta da Espanha, foi duas vezes Princesa das Astúrias, popularmente chamada de "La Chata", casada com o príncipe Caetano, Conde de Girgenti, eles não tiveram filhos.
- Maria Cristina de Bourbon (5 de janeiro de 1854 - 7 de janeiro de 1854), falecida com dois dias de vida.[11]
- Margarida de Bourbon (23 de setembro de 1855 - 24 de setembro de 1855), nascida prematura e falecida com apenas um dia de vida.
- Francisco de Assis de Bourbon (21 de dezembro de 1856), natimorto.
- Afonso XII de Espanha (28 de novembro de 1857 - 25 de novembro de 1885), Rei de Espanha.
- Maria da Conceição de Bourbon (26 de dezembro de 1859 - 21 de outubro de 1861), falecida com quase dois anos de idade.
- Maria do Pilar de Bourbon (4 de junho de 1861 - 5 de agosto de 1879), morreu prematuramente de apreensões aos 18 anos.
- Maria da Paz de Bourbon (23 de junho de 1862 - 4 de dezembro de 1946), casou-se com seu primo, o Príncipe Luís Fernando da Baviera e tiveram filhos.
- Eulália de Espanha (12 de fevereiro de 1864 - 8 de março de 1958), casou-se com seu primo Antônio, Duque de Galliera e tiveram filhos.
- Francisco Leopoldo de Bourbon (24 de janeiro de 1866 - 14 de fevereiro de 1866), falecido com três semanas de idade.